# Anisognathus
Anisognathus är ett fågelsläktet i familjen tangaror inom ordningen tättingar. Släktet omfattar fem till sju arter som förekommer i Anderna från Colombia och Venezuela till nordvästra Bolivia:
- Santamartabergtangara (A. melanogenys)
- Tårbergtangara (A. lacrymosus)
- Rödbukig bergtangara (A. igniventris)
  - "Scharlakansbukig bergtangara" (A. lunulatus) – urskiljs som egen art av BirdLife International
- Blåvingad bergtangara (A. somptuosus)
  - "Boliviabergtangara" (A. flavinucha) – urskiljs som egen art av BirdLife International
- Saffransbergtangara (A. notabilis)